# Алъндейл (окръг, Южна Каролина)
Окръг Алъндейл (на английски: Allendale County) е окръг в щата Южна Каролина, Съединени американски щати. Площта му е 1070 km², а населението – 8039 души (1 април 2020). Административен център е град Алъндейл.